# Björna 273:1
Björna 273:1 är en stockhage eller stockgärda vid Lägstaån i Björna, i Örnsköldsviks kommun. Stockhagen är en typ av hägnad.
Stockhagen finns beskriven hos Riksantikvarieämbetet sedan 1991 och ligger på kuperad sandmark. På en upplysningsskylt vid stockhagen står ”Stockgärda. Anlagd 1829.”

## Beskrivning
Hägnaden beskrivs av Bosse Jönsson, som anmälde fornlämningen, som en stockhage eller stensträng, och består av 4-5 meter långa lagerstockar med 15-30 cm diameter, som är övermossade och delvis förmultnade. Stubbar av ungträd står ställvis som ståndare, med 50 cm höjd.

## Fotnoter
1. ↑  Enligt Riksantikvarieämbetets definition är hägnaden en anordning för att hägna in och avskilja ett område eller för att binda samman det med andra.[1]